# Евенкійська мова
Евенкі́йська або еве́нкська мова (евен. Эвэды̄ турэ̄н) — мова евенків. Поширена головно у Східному Сибіру — від лівобережжя Єнісею до острова Сахалін. А також на півночі Китаю та в Монголії. Разом із евенською та негідальською мовами належить до північних тунгусько-маньчжурських мов.
Має північне, південне та східне наріччя з великою кількістю говірок. Солонський діалект (евенкійська мова в Китаї) іноді виділяють в окрему мову. В основі літературної мови — непська (з 1953 — полігусівська) говірка південного наріччя. В евенкійській мові діє складний (т. зв. ступінчастий) закон якісно-кількісної гармонії голосних. За граматичним ладом належить до суфіксально-аґлютинативного типу. Лексика відображає сліди тісних контактів із якутською та бурятською мовами, є запозичення з російської мови.
За підрахунками компанії Google до 2100 року мова може зникнути, адже вона використовується паралельно з російською і більшість носіїв надають перевагу саме російській. Мова не має суттєвої підтримки з боку влади та інших організацій. Її вивчають в школах, але розмовляють нею в основному в сільській місцевості.

## Писемність
Перші книги евенкійською мовою було надруковано в Російській імперії в кінці XIX століття. Це були книги релігійної тематики, в них було використано тогочасну російську абетку без змін. Широкого вжитку ці книги не набули.
1929 року Г. М. Васілєвіч уклав перший евенкійський буквар Әwәnkil dukuwuntin, де використовував латинізовану абетку Aa Bb Чч Dd Ӡӡ Ee Әә Gg Hh Ii Jj Kk Ll Mm Nn Ŋŋ Oo Pp Rr Ss Tt Uu Ww Yy. 1931 року цю абетку уніфікували з іншими абетками північносибірських мов, і вона набула такого вигляду:
| A a | B b | C c | D d | E e | Ə ə | Ə̄ ə̄ | F f |
| G g | H h | I i | J j | K k | L l | M m | N n |
| Ņ ņ | Ŋ ŋ | O o | P p | R r | S s | T t | U u |
| W w | Z z | Ʒ ʒ |     |     |     |     |     |

1937 року евенкійський латинізований алфавіт було переведено на російську кириличну абетку. 1958 року було додано літеру Ӈӈ, що завершила формування евенкійської абетки у такому вигляді:
| А а | Б б | В в | Г г | Д д | Е е | Ё ё | Ж ж |
| З з | И и | Й й | К к | Л л | М м | Н н | Ӈ ӈ |
| О о | П п | Р р | С с | Т т | У у | Ф ф | Х х |
| Ц ц | Ч ч | Ш ш | Щ щ | Ъ ъ | Ы ы | Ь ь | Э э |
| Ю ю | Я я |     |     |     |     |     |     |

В наш час у друкованих виданнях також використовують діакритичні знаки — макрони на позначення довгих голосних.

## Приклад
«Заповіт» Т. Шевченка евенкійською мовою (переклав Алітет Немтушкін)
| Турэнми Бурэкив би, су эрдэвэл, Минэ Украйнэду, Оедун урэ нодовэл Хуклэдедэв таду. Туг нодовэл, ичеттедэв Чукалва, эмкэрвэ, Хуклэденэ долдыттядав Угэлвэ, Днепирвэ. Бираят эесинэкин Булэсэл соксэтын Украйнэдук… Тэли илдям, Дялви орирэктын. Хэвэкивэ гэлэктэдем Кутува эмэвдэн, Илэлду хавалдярилду… Сонгонмо долдыдан! Маутылва су пэсинэл Дуннэдук илдавэл Булэсэлвэ соксэдитын Су умивкандавэл. Билми кутут, билми аят, Омактаду инду Минэ энел су омнгоро Икэнду, турэнду. |